# Doué-la-Fontaine
Doué-la-Fontaine – miejscowość i dawna gmina we Francji, w regionie Kraj Loary, w departamencie Maine i Loara. W 2013 roku jej populacja wynosiła 7891 mieszkańców. 
W dniu 30 grudnia 2016 roku z połączenia ośmiu ówczesnych gmin – Brigné, Concourson-sur-Layon, Doué-la-Fontaine, Forges, Meigné, Montfort, Saint-Georges-sur-Layon oraz Les Verchers-sur-Layon – utworzono nową gminę Doué-en-Anjou. Siedzibą gminy została miejscowość Doué-la-Fontaine. 

## Zabytki
- donżon – datowany na 950 rok, jeden z najstarszych zachowanych we Francji[3]